# Asaf Ali

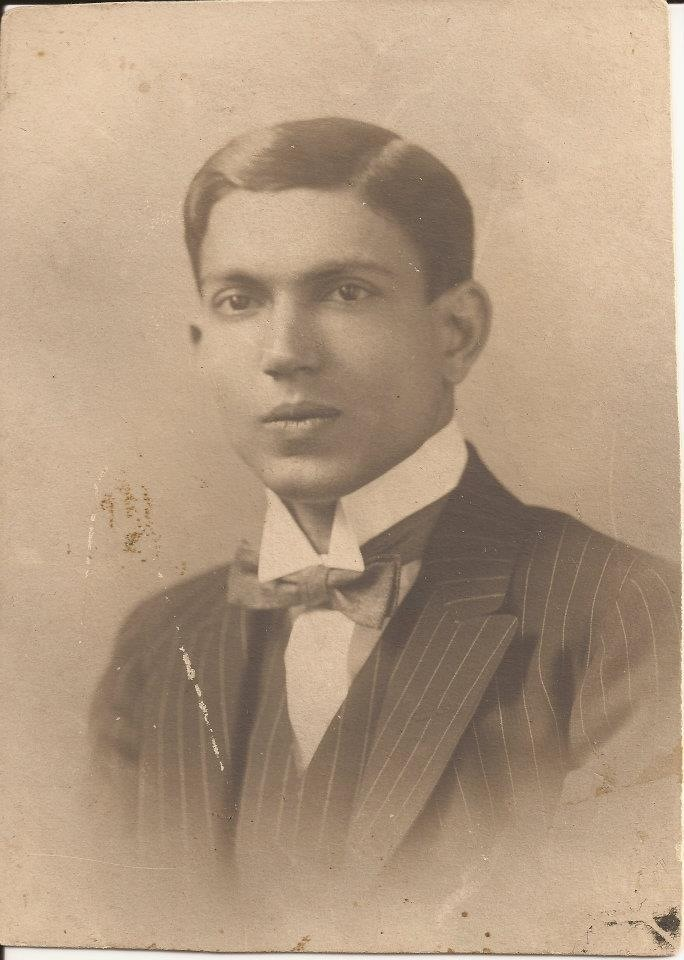
Asaf Ali (um 1909)

Asaf Ali (* 11. Mai 1888 in Delhi; † 1. April 1953 in Bern) war ein indischer Rechtsanwalt, Politiker und Diplomat. 

## Leben
Ali besuchte das St. Stephen's College in Delhi und ging anschließend in das Vereinigte Königreich, um dort Rechtswissenschaften zu studieren. 1912 wurde er in die Anwaltskammer Lincoln’s Inn aufgenommen. Nach seiner Rückkehr nach Indien schloss er sich den Nationalisten an. Infolgedessen wurde er 1918 unter Berufung auf den Defence of India Act vor Gericht gestellt. Während des Prozesses konnte er sich erfolgreich selbstverteidigen. Asaf betätigte sich nun weiterhin in der Unabhängigkeitsbewegung und wurde im Laufe der nächsten Jahre mehrmals inhaftiert. Im Jahr 1928 heiratete er Aruna Ganguli.
Als aktives Mitglied der Muslim Nationalist Party wurde er 1935 in die Central Legislative Assembly gewählt. Ali erhielt hierbei sowohl von Muslim als auch von Hindus starke Unterstützung. Bei einer späteren Wahl trat er für die Kongresspartei und besiegte hierbei den Kandidaten der Muslimliga. Als Abgeordneter betätigte er sich in Fragen der Außen- und der Verteidigungspolitik sowie in verfassungsrechtlichen Belangen. Daneben fungierte er für seine Partei als Deputy Leader in der Central Legislative Assembly. Ab September 1946 war Ali in der indischen Übergangsregierung für den Bereich Transport und Schienenverkehr zuständig. Von Februar 1947 bis April 1948 war er der erste indische Botschafter in den Vereinigten Staaten. Er kehrte dann nach Indien zurück um Gouverneur von Orissa zu werden. Durch die damit verbundene anstrengende Reisetätigkeit und Arbeit verschlechterte sich seine Gesundheit kontinuierlich, sodass er Mai 1952 als Gouverneur zurücktrat. Ali wurde nun zum indischen Gesandten in der Schweiz ernannt, mit gleichzeitiger Akkreditierung in Österreich und beim Heiligen Stuhl. In der Nacht des 1. April 1953 starb Ali im Alter von 64 Jahren in Bern an einem Herzinfarkt.